# 40 Eridani
Pour les articles homonymes, voir Omicron.
Désignations
40 Eri A : Keid, BD-07°780, HD 26965, HR 1325, HIP 19849, LHS 23, LTT 1907, SAO 131063

40 Eri B : BD-07°781, G 160-060, HD 26976, LHS 24, LTT 1908, SAO 131065

40 Eridani (40 Eri) ou Omicron2 Eridani (ο2 Eri) est un système d'étoiles triple situé à 16,3 années-lumière de la Terre dans la constellation de l'Éridan.

## Structure du système

### 40 Eridani A, naine orange
L'étoile principale du système, 40 Eridani A, est une naine orange, un peu plus petite que le Soleil et facilement visible à l'œil nu.
Le nom propre de Keid, traditionnellement attribué à cette étoile, a été officialisé par l'Union astronomique internationale le 12 septembre 2016. Il fait allusion à la coquille (Keid en arabe), voisine de l’œuf qui est le nom de l'étoile voisine, Beid (œuf en arabe).

### 40 Eridani B, naine blanche, et 40 Eridani C, naine rouge
40 Eridani B est une naine blanche et 40 Eridani C est une naine rouge. Ces deux étoiles sont situées à 400 unités astronomiques de la première étoile.
40 Eridani B est la première naine blanche à avoir été découverte. La paire 40 Eridani B et C est découverte par William Herschel le 31 janvier 1783 ; elle est à nouveau observée par Friedrich Georg Wilhelm von Struve en 1825 et par Otto Wilhelm von Struve en 1851,. En 1910, Henry Norris Russell, Edward Charles Pickering et Williamina Fleming découvrent que bien qu'elle soit une étoile faible, 40 Eridani B est une étoile de type spectral A, ou encore blanche. En 1939, Russell se remémore la découverte :

« J'étais en visite chez mon ami et généreux bienfaiteur, le Professeur Edward C. Pickering. Avec sa gentillesse caractéristique, il s'était porté volontaire pour observer les spectres de toutes les étoiles, y compris les étoiles de référence, qui avaient été observées dans les études de parallaxe stellaire que Hinks et moi avions faites à Cambridge, et je discutais. Ce travail de routine apparente s'avéra très fructueux : il mena à la découverte que toutes les étoiles de très faible magnitude absolue étaient de type spectral M. En discutant ce sujet (comme je m'en souviens), j'interrogeais Pickering sur certaines autres étoiles faibles, qui ne figuraient pas sur ma liste, en mentionnant en particulier 40 Eridani B. À sa manière caractéristique, il transmit une note au bureau de l'Observatoire, et avant peu, la réponse revint (je crois de Mme Fleming) que le spectre de cette étoile était de type A. J'en savais assez, même en ces temps paléozoïques, pour réaliser instantanément qu'il y avait une incohérence extrême entre ce que nous aurions alors pu appeler des valeurs « possibles » de la brillance superficielle et de la densité. J'ai dû montrer que je n'étais pas seulement perplexe mais déçu de cette exception à ce qui paraissait une règle assez élégante de caractérisation stellaire ; mais Pickering me sourit, et dit : « Ce sont justement ces exceptions qui procurent des avancées de notre connaissance », et ainsi, les naines blanches entrèrent dans le royaume des études ! »

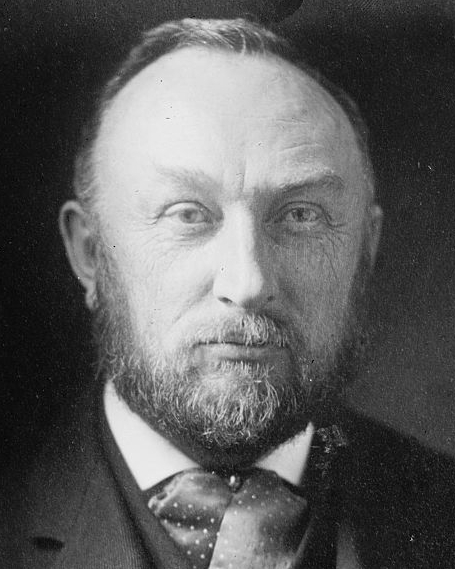
Edward Charles Pickering.

Le type spectral de 40 Eridani est officiellement décrit en 1914 par Walter Adams.
Une naine blanche comme 40 Eridani B renferme une masse comparable à celle du Soleil dans un volume qui est typiquement des millions de fois inférieur à celui du Soleil ; la densité moyenne d'une naine blanche doit donc être, très approximativement, un million de fois supérieure à la densité moyenne du Soleil, soit approximativement 1 tonne par centimètre cube. Les naines blanches sont constituées de l'une des plus denses des matières connues, seulement dépassée par celle d'autres étoiles compactes (les étoiles à neutrons et les hypothétiques étoiles à quarks) et les trous noirs, pour autant que l'on puisse parler de « densité » pour ces derniers.
Si une naine blanche relève d'un système au moins binaire, comme dans le cas de 40 Eridani B ou de Sirius B, une autre naine blanche, il est possible d'estimer sa masse à partir des observations des orbites respectives de deux corps constituant le système. Les corps chauds rayonnant plus que les corps froids, la brillance de la surface d'une étoile peut être estimée à partir de sa température effective de surface, et ainsi, à partir de la forme de son spectre. Si la distance de l'étoile est connue, sa luminosité totale peut être estimée. La comparaison de ces deux valeurs permet de calculer le rayon de l'étoile. Cette sorte de rayonnement a conduit à réaliser, à la grande perplexité des astronomes de l'époque, que 40 Eridani B et Sirius B doivent être très denses. Par exemple lorsque Ernst Öpik estime, en 1916, la densité d'un certain nombre d'étoiles binaires visuelles, il trouve que 40 Eridani B a une densité supérieure à 25 000 fois celle du Soleil, si élevée qu'il la déclare « impossible »,.

## Possibilité de vie

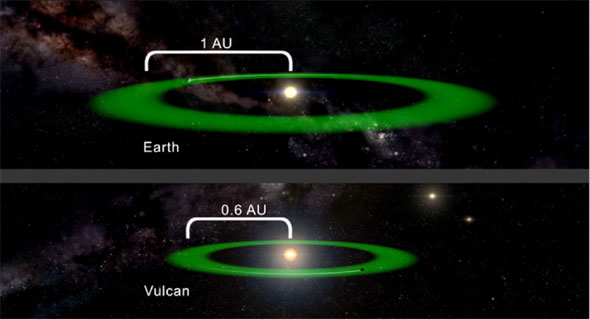
Comparaison des zones habitables du Soleil et de 40 Eridani A (ici nommée Vulcan (en anglais), d'après la série de science-fiction Star Trek).

La zone habitable de 40 Eridani A est située à 0,63 unité astronomique de celle-ci. Si une planète se situait dans cet espace, cela permettrait à l'eau d'exister sous forme liquide, et les deux autres étoiles, visibles de nuit sur la planète, seraient trop loin pour diminuer l'obscurité. Selon la troisième loi de Kepler, la durée de l'année sur une telle planète serait d'environ 190 jours terrestres.
Dans l'univers de science-fiction Star Trek, cette planète (hypothétique) se nomme Vulcain.

## Recherche de planètes
40 Eridani A était classée dixième dans l'ordre d'importance parmi 100 étoiles comprises dans le projet Terrestrial Planet Finder de la NASA (annulé en 2011) qui avait pour objectif de détecter et d'étudier des planètes telluriques.